# Achaemenes resurgens
Achaemenes resurgens är en insektsart som beskrevs av Walker 1858. Achaemenes resurgens ingår i släktet Achaemenes och familjen kilstritar. Inga underarter finns listade i Catalogue of Life.